# Joseph W. Kennedy
Joseph William Kennedy (ur. 30 maja 1916 w Nacogdoches, zm. 5 maja 1957 w St. Louis) – amerykański chemik, współodkrywca plutonu wraz z Glenem T. Seaborgiem, Edwinem McMillanem i Arthurem Wahlem. Podczas II wojny światowej kierował działem chemii i metalurgii (CM) w Laboratorium Los Alamos w ramach Projektu Manhattan. Po wojnie został profesorem na Uniwersytecie Waszyngtońskim w St. Louis, gdzie przyczynił się do rozwoju programu badawczego uczelni. Zmarł w wieku 40 lat na raka żołądka.

## Życiorys

### Wczesne życie
Urodził się w Nacogdoches w Teksasie, 30 maja 1916 roku, jako syn Josepha i Mattie Kennedy. Mieszkał w Center w Teksasie przez siedem lat przed rozpoczęciem studiów. Uczęszczał do Stephen F. Austin State Teachers College, gdzie uzyskał tytuł BA, a następnie kontynuował edukację na University of Kansas, gdzie zdobył tytuł MA. Następnie przeniósł się na Uniwersytet Kalifornijski w Berkeley, gdzie uzyskał tytuł doktora pisząc rozprawę doktorską zatytułowaną "Badania nad izomeryzmem jądrowym w tellurze, pierwiastku 43, i cynku", pod kierunkiem George’a Ernesta Gibsona.

### Pluton
W lutym 1940 roku Glenn Seaborg i Edwin McMillan wyprodukowali pluton-239, bombardując uran deuteronami. To wyprodukowało neptun, pierwiastek 93, który uległ rozpadowi beta, tworząc nowy pierwiastek, pluton, zawierający 94 protony. Kennedy zbudował serię detektorów i liczników, aby potwierdzić obecność plutonu. Użył cienkich jak brzytwa plasterków miki, aby stworzyć okno do liczenia emisji cząstek alfa oraz komory jonizacyjnej z polem magnetycznym do oddzielania cząstek beta neptunu od cząstek alfa plutonu.
28 marca 1941 roku Seaborg, fizyk Emilio Segrè i Kennedy wykazali nie tylko obecność plutonu, ale także że jest on rozszczepialny, co miało kluczowe znaczenie dla decyzji podejmowanych w badaniach Projektu Manhattan. Arthur Wahl zaczął wtedy badać chemię nowo odkrytego pierwiastka. W 1966 roku, pokój 307 w Gilman Hall na kampusie w Berkeley, gdzie dokonano tego odkrycia, został uznany za Narodowy Pomnik Historyczny Stanów Zjednoczonych.

### Projekt Manhattan
Był jednym z pierwszych rekrutów do Laboratorium Los Alamos w ramach Projektu Manhattan, przybywając tam w marcu 1943 roku. Został tymczasowym szefem działu chemii i metalurgii (CM). Niektórzy liderzy projektu mieli wątpliwości co do Kennedy’ego, który miał wtedy zaledwie 26 lat. Zwrócono się więc do Charlesa Thomasa z firmy Monsanto. Thomas zgodził się koordynować działania chemiczne różnych laboratoriów Projektu Manhattan, jednak nie chciał przenieść się do Nowego Meksyku. Pomimo swojego młodego wieku, Kennedy oficjalnie został szefem działu CM w kwietniu 1944 roku.
Dział CM był odpowiedzialny za oczyszczanie i produkcję materiałów do bomby, w tym rdzenia rdzenia, reflektora i inicjatora neutronów. Chemia i metalurgia uranu była dość dobrze znana, choć przyniosła kilka niespodzianek, ale chemia plutonu była prawie zupełnie nieznana. Pierwiastek ten został odkryty zaledwie chwilę wcześniej i istniał tylko w ilościach mikrogramowych. Wykształcone przypuszczenia dotyczące jego chemii często były błędne, a wraz z postępem badań odkryto, że ma on niezwykłe właściwości, w tym co najmniej sześć alotropów. Między jego odkrywcami panowała rywalizacja; grupa Wahla i Kennedy’ego z Los Alamos konkurowała z grupą Seaborga w Chicago o opracowanie najlepszej metody oczyszczania metalu. Ta rywalizacja zakończyła się nagle, gdy grupa Segrè w Los Alamos odkryła, że wysokie poziomy wcześniej nieznanego plutonu-240 w plutonie produkowanym w reaktorze oznaczały konieczność zastosowania bomby implozyjnej, a wysoki stopień czystości nie był już potrzebny.
Chemicy Kennedy’ego byli w stanie zredukować uranowodór do uranu-235 z wydajnością 99,96%, a metalurdzy opracowali metody odlewania i prasowania go do wymaganych kształtów. Podczas gdy chemicy pracowali nad oczyszczaniem plutonu, metalurdzy musieli opracować, jak odlewać go w formę stałej kuli. Grupa CM-8 (Metalurgia Uranu i Plutonu) pod kierownictwem Erica Jette odkryła, że mogą stabilizować pluton w plastycznej fazie δ, dodając do niego gal. Za swoje zasługi został odznaczony Medalem za Zasługi przez Prezydenta Harry’ego S. Trumana w 1946 roku.

### Po wojnie
W 1945 roku Kennedy został profesorem na Washington University in St. Louis, gdzie w 1946 roku został przewodniczącym wydziału chemii, którym kierował aż do swojej śmierci. Kennedy przyciągnął do pracy Wahl, Lindsay Helmholz, Davida Lipkina, Herberta Potratza i Samuela Weissmana, którzy wszyscy dołączyli do kadry naukowej na Uniwersytecie Waszyngtońskim. Do tego czasu Uniwersytet Waszyngtoński skupiał się głównie na nauczaniu studentów licencjackich. Kennedy jest uznawany za przekształcenie tej uczelni w placówkę, która ma także silne programy badawcze i studia magisterskie.
Wraz z Seaborgiem, McMillanem i Wahlem, Kennedy otrzymał 400 000 dolarów od Komisji Energii Atomowej Stanów Zjednoczonych w ramach rekompensaty za ich pracę naukową.

## W kulturze popularnej
W filmie z 2023 roku Oppenheimer, Joseph W. Kennedy jest grany przez aktora Troya Bronsona. Reżyserem filmu jest Christopher Nolan, a film podkreśla znaczenie plutonu. Choć projekt był wspólnym wysiłkiem Glenna T. Seaborga, Edwina McMillana i Arthura Wahla, Nolan w swojej produkcji oddaje cześć wspólnej pracy, jednocześnie wyróżniając Kennedy’ego jako kluczowego odkrywcę, umiejętnie balansując między dynamiką zespołu a indywidualnym osiągnięciem.
W rzeczywistości Prezydent Harry S. Truman, grany przez Gary Oldman, odznaczył Kennedy’ego Medalem za Zasługi za jego wkład. Medal za Zasługi był najwyższym odznaczeniem cywilnym w Stanach Zjednoczonych, a z Projektu Manhattan w Los Alamos odznaczono tylko czterech laureatów: Robert Oppenheimer, John von Neumann, Enrico Fermi i Kennedy.
Film Oppenheimer zdobył łącznie siedem Oscarów na rozdaniu Nagród Akademii w 2024 roku, w tym za Najlepszy Film. Film oparty jest na książce American Prometheus.